# 福島交通相馬営業所

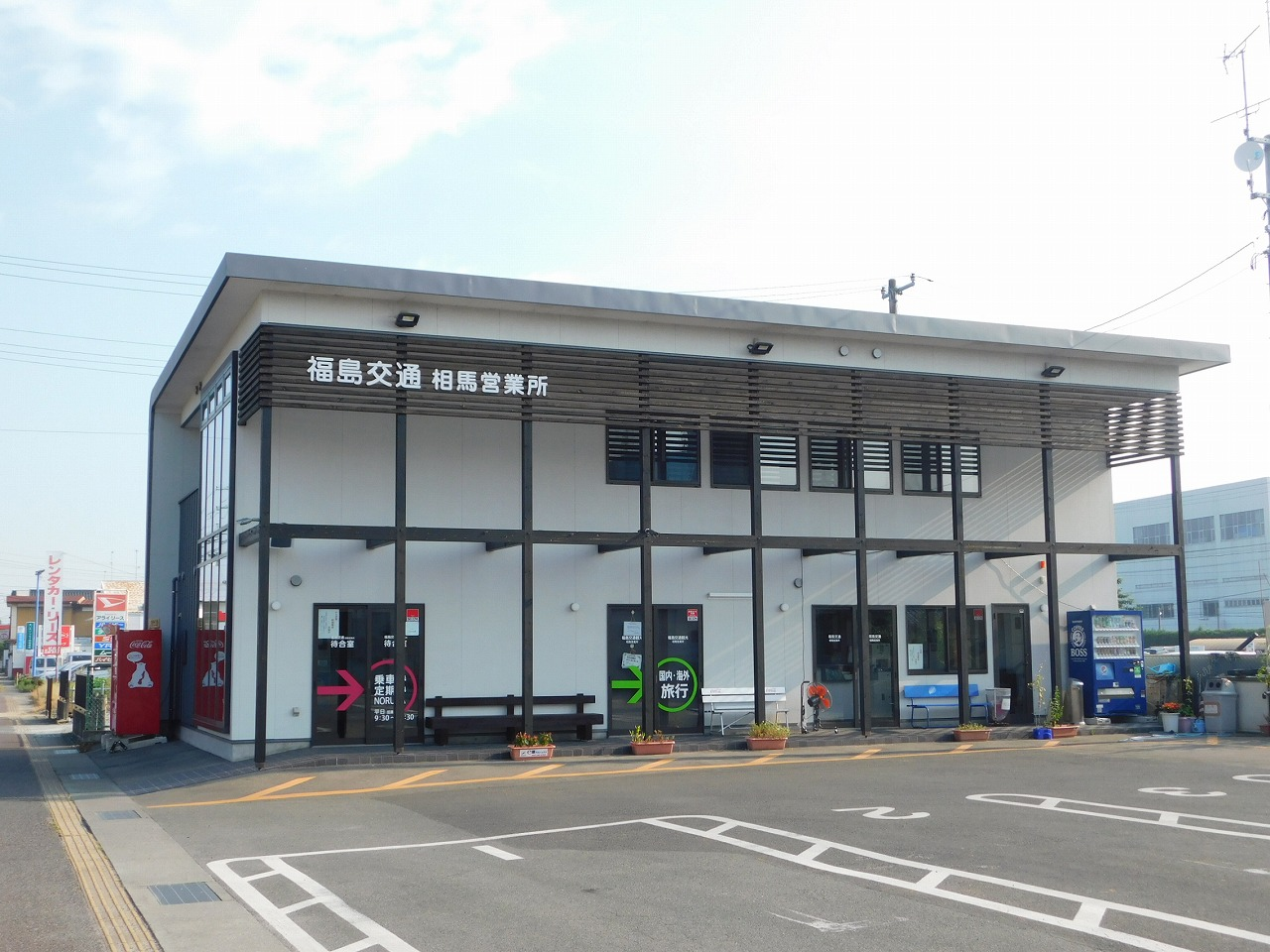
福島交通相馬営業所

福島交通相馬営業所（ふくしまこうつうそうまえいぎょうしょ）は、福島県相馬市中村（相馬駅そば）に設置されている福島交通のバス営業所である。相馬市・南相馬市・相馬郡・伊達郡の地区の路線を担当している。

## 沿革

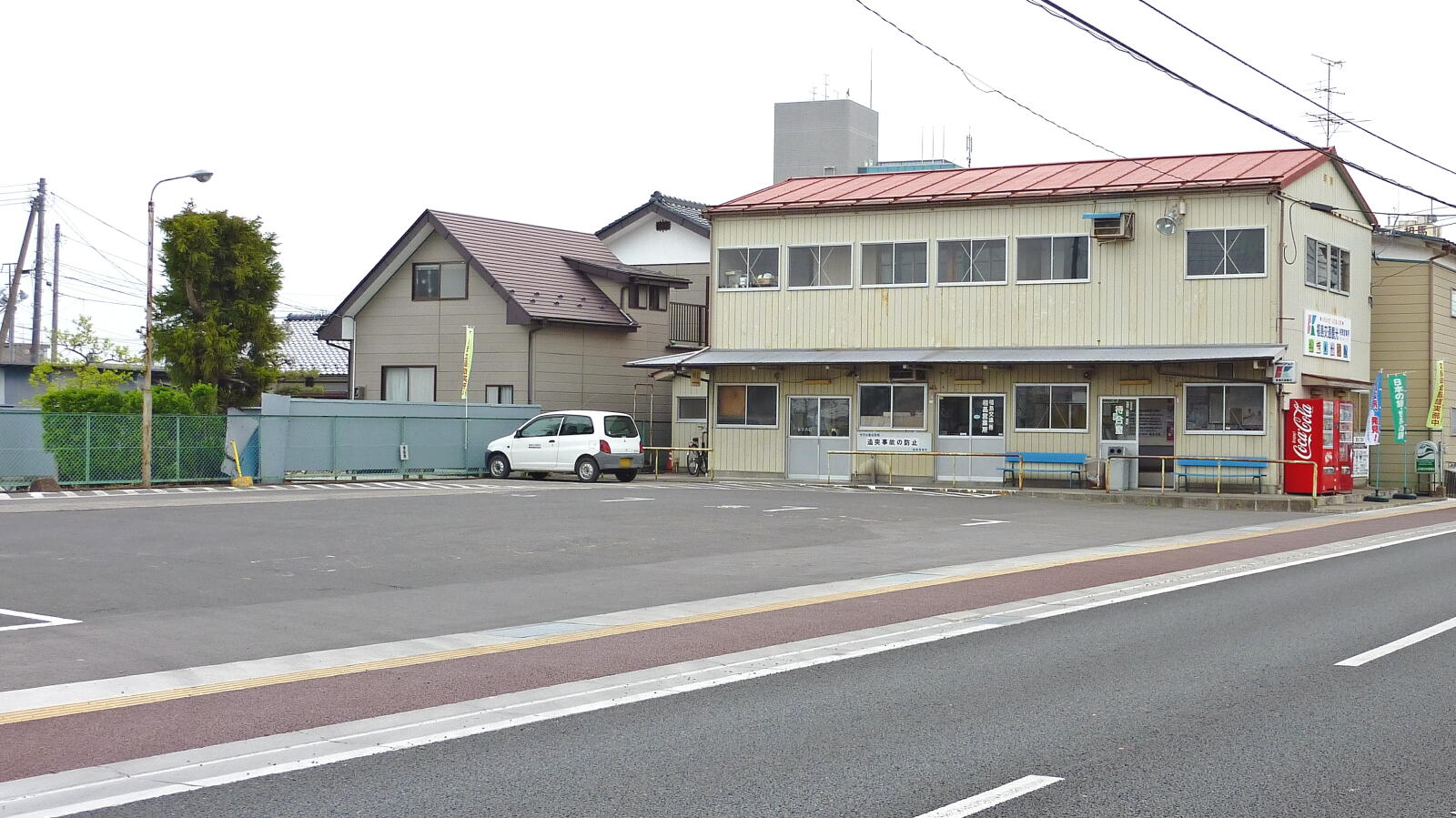
福島交通相馬営業所（建替前）

- 1952年（昭和27年）9月 - 原町営業所が設置される。
- 19xx年 - 相馬営業所が設置される。
- 1990年代 - 相馬営業所が出張所に格下げされる。
- 2005年（平成17年） - 相馬出張所が営業所に格上げ、原町営業所が車庫に格下げされる。
- 2006年（平成18年）4月 - 高倉公会堂 - 原町駅前、下渋佐 - 原町駅前、牛島 - 原町駅前線などが新常磐交通へ移管される。
- 2009年（平成21年）
  - 4月 - 原ノ町駅前の近くにあった原町車庫がなくなり、バスは現在のVIAフレスコやカワチ薬品原町東店の近くの空き地に留置されるようになる[注釈 1]。
  - 10月1日 - 旧原町車庫跡にあったバス停「原町営業所」が廃止となり、車川経由原町線、川俣・原町線、立谷経由原町線は「原町駅前」が始発・終点となる[1]。
- 2015年（平成27年）11月 - 相馬営業所の新築工事が竣工[2]。

## 現行路線

### 川俣・原町線
- 原町駅前[注釈 2] - 本町 - 小川町 - 北長野 - 大原 - 坂下 - 八木沢 - 草野車庫前 - 飯舘農協前 - いこいの家 - 臼石 - 水境 - 川俣高校前 - 川俣営業所 - 川俣中島 - 川俣役場前 - 京田（きょうでん）[注釈 3]
  - かつては原町 - 川俣 - 十二社 - 福島駅東口間の直通運行便が存在していた。また、原町 - 臼石間、原町 - 大原間の区間便も設定されていた。
  - 飯舘村が計画的避難区域に設定されたことに伴い、2011年7月1日から、全区間運休中である。
  - 2017年10月1日より南相馬 - 川俣・福島線として原町駅前 - 川俣営業所 間（一部停留所は異なる）が実質的に運行再開した形となっている。

### 橲原・右田浜線
- 右田浜（みきたはま） - 南石田公会堂 - 鹿島小学校 - 鹿島駅前 - 小池原 - 風穴湯 - 橲原[注釈 4] - 山岸[注釈 5]
  - 2011年3月12日より、右田浜 - 鹿島小学校間は運休中である。

### 車川経由原町線
- 相馬営業所 - 市役所前 - 清水橋 - 富沢 - 車川 - 小池原 - 北長野 - 石神 - 仲町三丁目 - 原町駅前[注釈 6]
  - 2024年4月より経路が変更となり、南相馬ジャスモール経由に変更となった[3]。

### 立谷経由原町線
- 相馬営業所 - ショッピングタウンベガ - 立谷　- 柚木入口 - 柚木 - 鹿島農協前 - 鹿島駅前 - 上高平 - 小川町 - 原町駅前

### 玉野学校線
- 相馬営業所 - 市役所前 - 遠藤 - 小田原[注釈 7] - 落合 - タチガロー - 東玉野 - 玉野学校前
- 相馬営業所 - 市役所前 - 遠藤 - 小田原 - 落合
- 相馬営業所 - 市役所前 - 遠藤 - 小田原
  - かつては中村街道を経由して、浜通り地区と中通り地区を結ぶ急行バス・相馬 - 福島線が運行されていた。2011年3月の震災以降福島からの急行バスが相馬や南相馬（原町）も結ぶかたちで復活した（後述。2018年5月31日まで運行）。

### 塚部線
- 桜ヶ丘 - 市役所前 - 相馬営業所 - 公立相馬病院 - 塚部
  - 2004年9月30日まで運行されていた相馬 - 上真弓・釣師浜・鹿狼山の各路線（いずれも新地町内へ向かう路線）の相馬市内部分を残して設定された（新地町内区間は廃止）。

### 椎木線
- 相馬営業所 - 笹川橋 - 大坪 - （ → IHI → ）椎木[注釈 8]
  - JRバス東北（角田本線）廃止代替路線。代替直後は「南菅谷線」と称し、南菅谷までの運行であった。

### 磯部経由獺庭線
- 相馬営業所 ← 百槻 ← 神明前 ← 柏崎 ← 磯部学校 ← 蒲庭 ← 舘前 ← 獺庭（おそにわ）[注釈 9]
- 相馬営業所 - 百槻 - 神明前 - 柏崎 - 磯部学校 - 蒲庭 - 舘前[注釈 10]
- 相馬営業所 - 百槻 - 神明前 - 柏崎 - 磯部学校[注釈 11]
  - 2011年3月12日より、舘前 - 獺庭間は運休中である。

### 相馬・舘前線
- 相馬営業所 - ショッピングタウンベガ - 柚木入口 - 瀬庭 - 舘前[注釈 12]

### 松川浦・原釜循環線
- 相馬営業所 → 本笑 → 小泉山田 → 下り松→ 松川浦 → 原釜 → 相馬港 → 下り松 → 小泉山田 → 本笑 → 相馬営業所[注釈 13]
  - JRバス東北（相馬海岸線）廃止代替路線。
  - 2013年3月1日現在、一部区間迂回運行中。

### 買い物バス
- 仮設住宅と市内地を結ぶ臨時路線。

## 急行バス

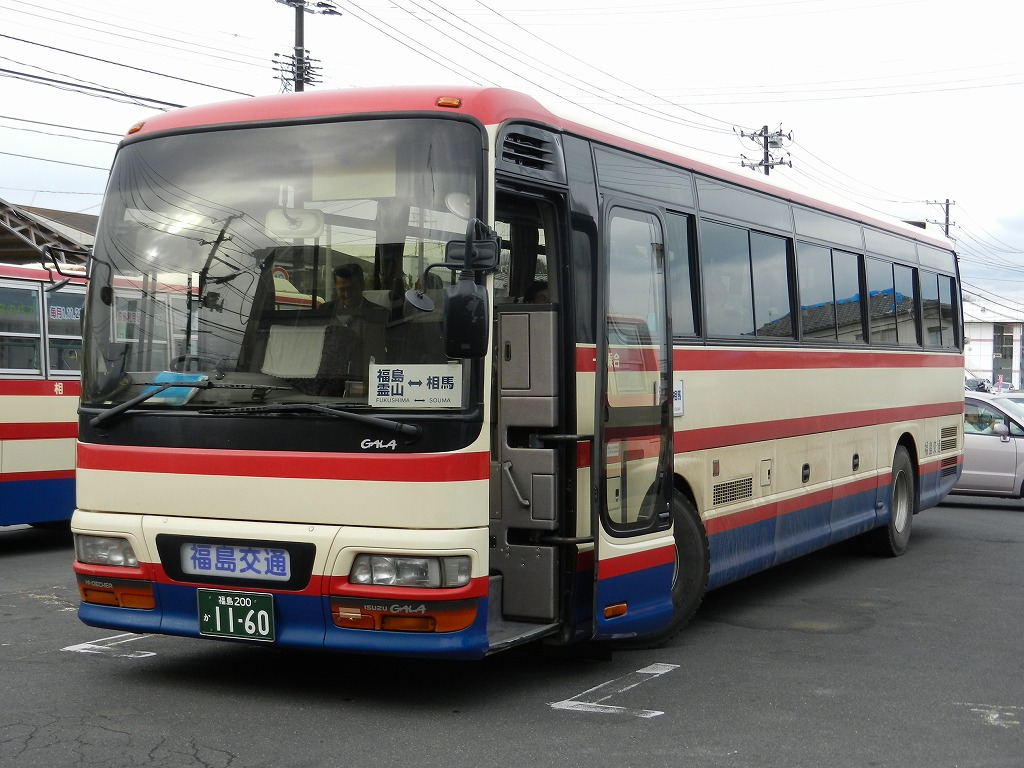
急行「相馬 - 霊山・福島線」

### 南相馬 - 川俣・福島線（現在は路線バス扱い）
- 原町駅前 - 南相馬市役所 - 北長野 - いいたて村までい館 - 臼石 - 川俣営業所 - 川俣町済生会病院入口 - 絹の里シルクピア前 - 飯野町 - 医大病院 - 福島駅東口（途中停車停留所の詳細は[4] を参照。）
  - 川俣営業所 - 福島駅東口間のみの利用はできない。また川俣町内（川俣営業所 - 鶴沢宮前）のみの乗車もできない。川俣町内（川俣営業所 - 鶴沢宮前）からは飯野町と医大病院の停留所のみ降車ができ、大原総合病院と福島駅東口の停留所には降車できない。また、福島駅東口および福島大町停留所からは医大病院と飯野町および川俣町内（川俣営業所 - 鶴沢宮前）の停留所での降車はできない。医大病院と飯野町停留所からは川俣町内（川俣営業所 - 鶴沢宮前）の停留所での降車は可能である。
  - 2012年3月24日よりトイレ付き車両で運行されている[5]。
  - 2014年4月1日より原町駅前 - 鹿島間延長[6]。
  - 2016年8月20日より、飯舘村内にバス停新設。飯舘村地区からは福島駅、鹿島両方面へ乗降できる[7][8]。
  - 2017年10月1日より、福島県立医科大学附属病院経由など経路の一部変更（鹿島区への乗り入れを終了）、NORUCA利用可能化（定期乗車券はNORUCA定期券に切替）・回数乗車券の販売終了、南相馬〜川俣間での乗降扱い開始、運賃上限を1,100円に値下げ[9]。
  - 2019年10月1日より『川俣町済生会病院入口』バス停を新設[10]。

特記事項
- 後述の相馬 - 霊山・福島線と共に2011年12月15日より運行（福島支社と共管）。同年12月14日までは以下のルートで運行されていた。
  - 原町駅前 - 南相馬市役所 - 鹿島農協前 - 相馬営業所 - 相馬市役所 - 福島市役所入口 - 福島駅東口
- 両系統とも定期券・回数券の設定があるが、上記の通り回数券は2017年10月1日以降は販売せず。2018年（平成30年）4月1日以降使用できなくなる（順次、最寄りの営業所にて手数料なしで払い戻しを行う[9]）。

## 廃止路線

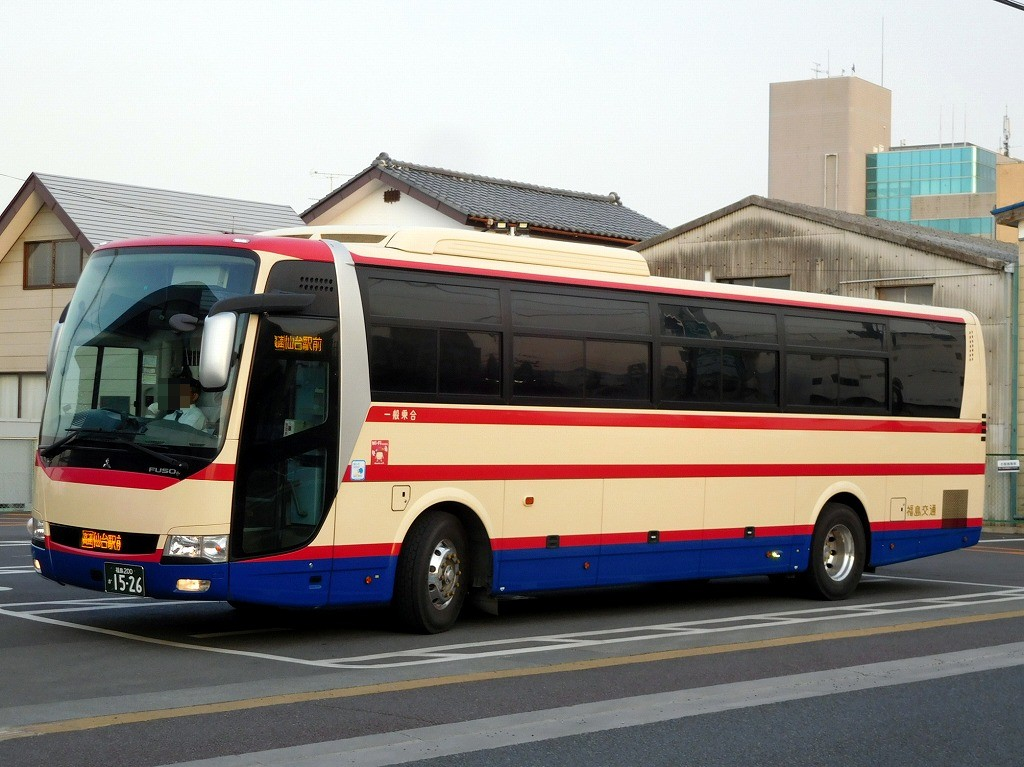
高速バス「相馬 - 仙台線」

### 相馬 - 仙台線
- 相馬市役所前 - 相馬営業所 - 駒ヶ嶺 - 新地小川 - 新地町役場前 - （国道6号） - （山元IC） - （常磐自動車道・仙台東部道路・仙台南部道路） - （長町IC） - 仙台駅前（宮交仙台高速バスセンター）
  - 2011年（平成23年）3月25日 - 1日4往復で運行開始[11]。
  - 2011年（平成23年）8月1日 - 新地町（新地町役場（新地小川））に停車。大人片道運賃を1,500円→1,200円に値下げ、専用回数券（2枚綴り2,200円、6枚綴り6,000円）の発売を開始[12]。
  - 2012年（平成24年）2月1日 - 1日8往復に増便[13]。
  - 2012年（平成24年）2月22日 - この日より同年8月31日までの予定で運賃値下げキャンペーンを実施[14]（なお、当初は同年2月1日の増便と同時に運賃値下げキャンペーンを実施の予定であったが、延期されていた[15]。また、後述の運賃改訂により、キャンペーンは事実上同年5月31日で終了）。キャンペーン期間中の運賃は以下のとおり。
    - 仙台 - 新地間：大人片道800円、キャンペーン回数券（2枚綴り）1,700円。
    - 仙台 - 相馬間：大人片道1,000円、キャンペーン回数券（2枚綴り）1,800円。

  - 2012年（平成24年）6月1日 - 1日12往復に増便。通勤及び通学定期乗車券を導入。これに伴い、6枚綴り回数券廃止[16]。
  - 2012年（平成24年）12月1日 - 「新地町役場前」バス停を新設。従来の「新地町役場（新地小川）」バス停は「新地小川」に改称。
  - 2014年（平成26年）4月1日 - 運賃改定[17]。「駒ヶ嶺」バス停を新設。
  - 2016年（平成28年）12月9日 - この日をもって運行終了[18]。

### 相馬 - 霊山・福島線
- 相馬営業所 - 相馬市役所 - 粟津入口 - 相馬インター入口 - 山上学校前 - 霊山移藪 - 霊山こどもの村 - 霊山掛田 - 岡部 - 競馬場前 - 福島市役所入口 - 福島駅東口
  - 相馬営業所 - 山上学校前間、霊山移藪 - 霊山こどもの村間、霊山掛田 - 福島駅東口間のみの利用はできない。
  - 2016年4月1日より霊山移藪バス停を新設[19]。
  - 2017年4月1日より、相馬インター入口停留所を新設[20]。
  - 2017年10月1日より、一般乗合バスとして運行し、相馬市内の停留所の追加及び現行の回数券及び定期券を廃止。新たにIC乗車券NORUCAの使用が可能となった[21]
  - 2018年5月31日をもって運行終了[22]。

### 鹿島・牛島線
- 鹿島農協前 - 鹿島駅前 - 真野入口 - 柚原 - 六平作 - 牛島
  - 2011年3月12日より、全区間運休中である。
  - 2021年10月1日 ダイヤ改正にて廃止された[23]。

### 鹿島・栃窪線
- むつみ荘 - 鹿島駅前 - 岡和田 - 車川 - 羽山下 - 上栃窪[注釈 14]
  - 2011年3月12日より、むつみ荘 - 鹿島駅前間は運休中である。
  - 2021年10月1日 ダイヤ改正にて廃止された[24]。

### 鹿島・舘前線
- むつみ荘前 → 鹿島駅前 → 南屋形 → 南海老 → 舘前[注釈 15]
- 鹿島駅前 - 南屋形 - 南海老 - 舘前[注釈 15]
- 南屋形 → 南海老 → 舘前[注釈 16]
  - 2011年3月12日より、全区間運休中である。
  - 2021年10月1日 ダイヤ改正にて廃止された[24]。

### 鹿島・右田浜・牛島線
- 鹿島農協前 - 南石田公会堂 - 右田浜 - 南石田公会堂 - 六平作 - 牛島
  - 2021年10月1日 ダイヤ改正にて廃止された[24]。

### 柚木・立谷経由原町線
- 相馬営業所 - ショッピングタウンベガ - 立谷 - 柚木入口 - 柚木 - 永渡 - 鹿島駅前 - 上高平 - 小川町 - 原町駅前
  - 2016年10月ダイヤ改正時に運行開始[25]。
  - 2022年10月1日のダイヤ改正時、廃止された[26]。